# ワシントン郡 (オハイオ州)
ワシントン郡（英: Washington County）は、アメリカ合衆国オハイオ州の南東部に位置する郡である。2010年国勢調査での人口は61,778人であり、2000年の63,251人から2.3%減少した。郡庁所在地はマリエッタ市（人口14,085人）であり、同郡で人口最大の都市でもある。
ワシントン郡は1788年に設立された州内最古の郡である。郡名は初代大統領ジョージ・ワシントンに因んで名付けられた。1郡のみでマリエッタ小都市圏を構成し、より広域的には、ウェストバージニア州にも跨るパーカーズバーグ・マリエッタ・ビエナ広域都市圏に属している。

## 地理
アメリカ合衆国国勢調査局に拠れば、郡域全面積は640.00平方マイル (1,657.6 km2)であり、このうち陸地631.97平方マイル (1,636.8 km2)、水域は8.02平方マイル (20.8 km2)で水域率は1.25%である。
ワシントン郡の南と西の境界はオハイオ川である。マスキンガム川、リトルマスキンガム川、ダック・クリーク、リトルホッキング川が郡内を流れてオハイオ川に注いでいる。

### 隣接する郡
- ノーブル郡 - 北
- モンロー郡 - 北東
- タイラー郡 (ウェストバージニア州) - 東
- プレザンツ郡 (ウェストバージニア州) - 南東
- ウッド郡 (ウェストバージニア州) - 南
- アセンズ郡 - 南西
- モーガン郡 - 北西

### 保護地域
- ウェイン国立の森（部分）
- ボード州立自然保護区

## 人口動態
以下は2000年国勢調査による人口統計データである。
| 基礎データ - 人口: 63,251人 - 世帯数: 25,137 世帯 - 家族数: 17,671 家族 - 人口密度: 38人/km2（100人/mi2） - 住居数: 27,760軒 - 住居密度: 17軒/km2（44軒/mi2） 人種別人口構成 - 白人: 97.33% - アフリカン・アメリカン: 0.92% - ネイティブ・アメリカン: 0.24% - アジア人: 0.43% - 太平洋諸島系: 0.05% - その他の人種: 0.13% - 混血: 0.89% - ヒスパニック・ラテン系: 0.51% 先祖による構成 - ドイツ系：29.5% - アメリカ人：23.4% - イギリス系：12.3% - アイルランド系：11.0% 年齢別人口構成 - 18歳未満: 23.5% - 18-24歳: 8.8% - 25-44歳: 27.5% - 45-64歳: 25.1% - 65歳以上: 15.0% - 年齢の中央値: 39歳 - 性比（女性100人あたり男性の人口） - 総人口: 94.6 - 18歳以上: 91.0 | 世帯と家族（対世帯数） - 18歳未満の子供がいる: 30.9% - 結婚・同居している夫婦: 57.9% - 未婚・離婚・死別女性が世帯主: 9.1% - 非家族世帯: 29.7% - 単身世帯: 25.4% - 65歳以上の老人1人暮らし: 11.2% - 平均構成人数 - 世帯: 2.45人 - 家族: 2.93人 収入と家計 - 収入の中央値 - 世帯: 34,275米ドル - 家族: 41,605米ドル - 性別 - 男性: 32,034米ドル - 女性: 21,346米ドル - 人口1人あたり収入: 18,082米ドル - 貧困線以下 - 対人口: 11.4% - 対家族数: 8.6% - 18歳未満: 15.7% - 65歳以上: 10.2% |

## 郡区

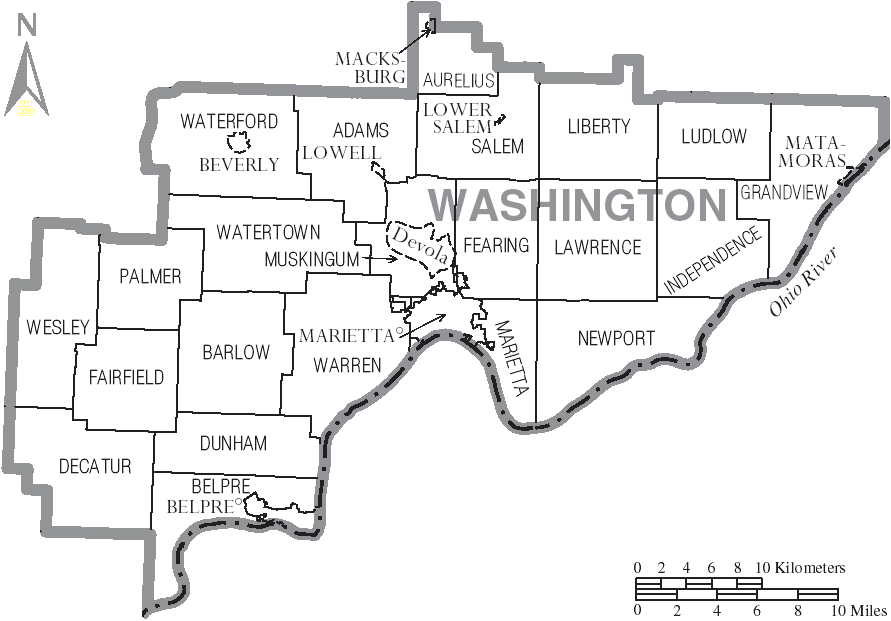
ワシントン郡図

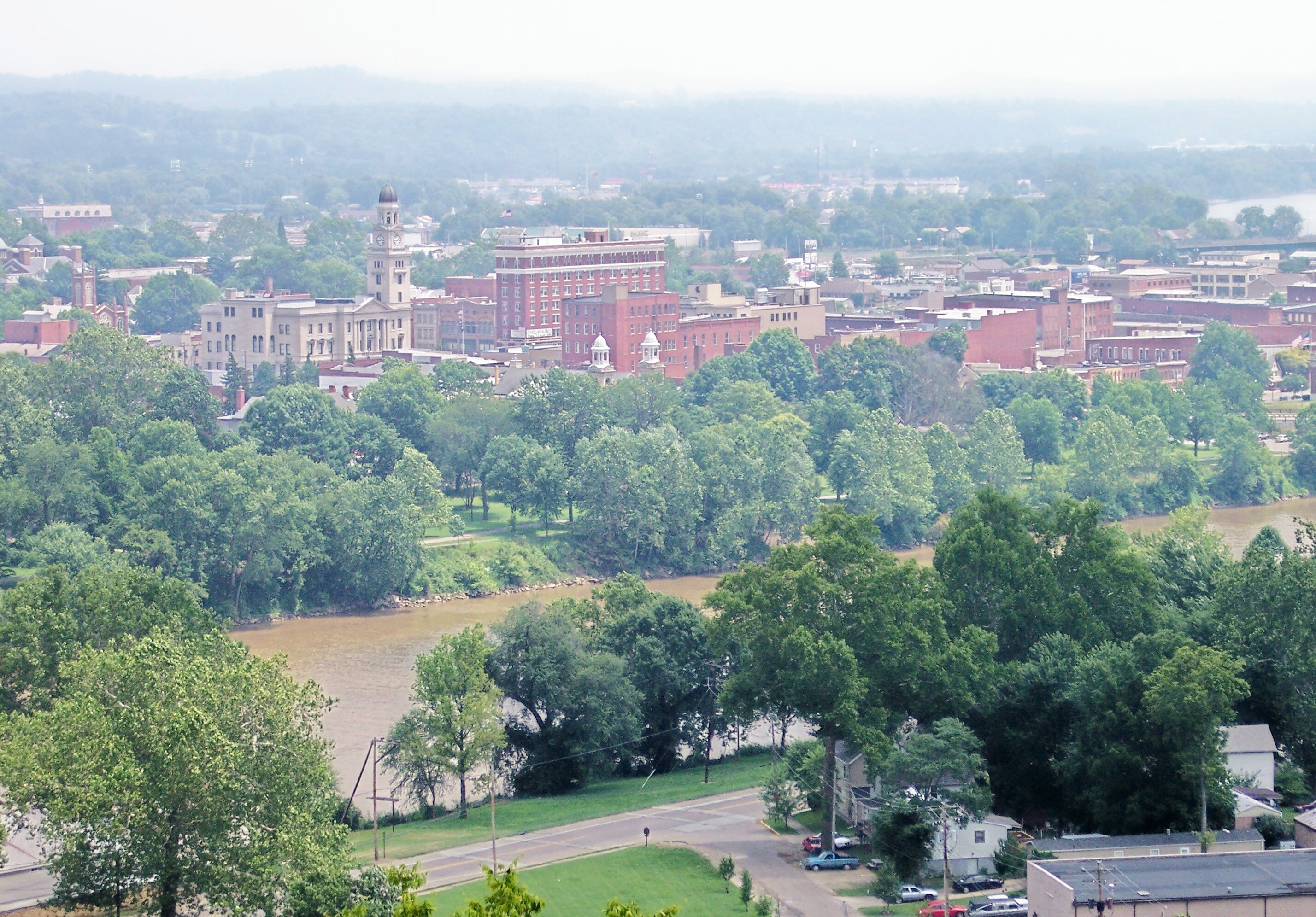
マリエッタ市中心街とマスキンガム川、2006年7月撮影

ワシントン郡は下記22の郡区に分割されている。
| - アダムズ - オーレリアス - バーロー - ベルパー - ディケーター - ダナム - フェアフィールド - フェアリング | - グランドビュー - インディペンデンス - ローレンス - リバティ - ラッドロー - マリエッタ - マスキンガム | - ニューポート - パーマー - セイラム - ウォーレン - ウォーターフォード - ウォータータウン - ウェズリー |

### 都市
- マリエッタ - 郡庁所在地
- ベルパー

### 村
| - ビバリー - ローワーセイラム - ローウェル | - マックスバーグ - マタモラス |

### 国勢調査指定地域
- デボラ

### 未編入の町
| - バーロー - バートレット - コールラン - カトラー - フレミング | - ジャーマンタウン - リトルホッキング - ニューポート - リノ - ビンセント | - ウォーターフォード - ウォータータウン - ウィップル - ウィンゲットラン |